# 邦德溪戰役
邦德溪戰役（英語：Battle of Bound Brook），是美國獨立戰爭於1777年的一場戰役，發生於今日新澤西州邦德溪行政區。
1777年4月，新澤西州的糧草戰爭隨著北美入春而步向尾聲。4月12日晚，查爾斯·康沃利斯率領英國大軍離開不倫瑞克市的過冬營地，在13日早上突襲並擊潰駐紮於新澤西邦德溪的大陸軍前哨，更幾乎俘虜本傑明·林肯少將。彌敦內爾·格連聞訊後率領大陸軍趕往增援，但當時康沃利斯已經開始撤軍，雙方最後只有零星交火。
邦德溪戰役是英軍在1776年冬季後的首次大規模軍事行動，一般被視為費城戰役的前奏。當時北美英軍總司令威廉·何奧爵士正在部署進攻美國首都費城，而喬治·華盛頓則在邦德溪戰事後撤除新澤西州多個前哨，集中兵力守備英軍下一輪攻勢。接著兩個月，大陸軍與英軍互相試探對方部署，並在6月底於新澤西州的史考區平原爆發矮山戰役。

## 背景
1776年12月普林斯頓戰役後，英軍退守不倫瑞克市及安博伊一帶，而大陸軍主力則前往摩利斯鎮，雙方同時駐紮過冬。1777年1月至3月期間，英美雙方因爭奪糧草補給，而在新澤西州爆發多次小規模衝突，是為糧草戰爭。
在糧草戰爭期間，大陸軍在邦德溪設立了前哨基地。邦德溪沿著華昌山脈南端向西南流動，並流入拉利藤河，而大陸軍前哨則在邦德溪西面（拉利藤河北岸）。該處北望摩利斯鎮，南接森麻實縣府，東臨不倫瑞克，是新澤西州的重要戰略據點。大陸軍的哨站由本傑明·林肯少將指揮，其部下在冬季多次配合民兵侵擾不倫瑞克，令到英軍飽受困擾。不過由於士兵服役期滿，邦德溪到1777年3月已經由1,000人減員至500人左右。
1777年4月，新澤西州入春融雪。不倫瑞克的英軍司令查爾斯·康沃利斯決定突襲邦德溪，以報復革命派的連月襲擊。邦德溪戰役因此爆發。

## 戰事經過

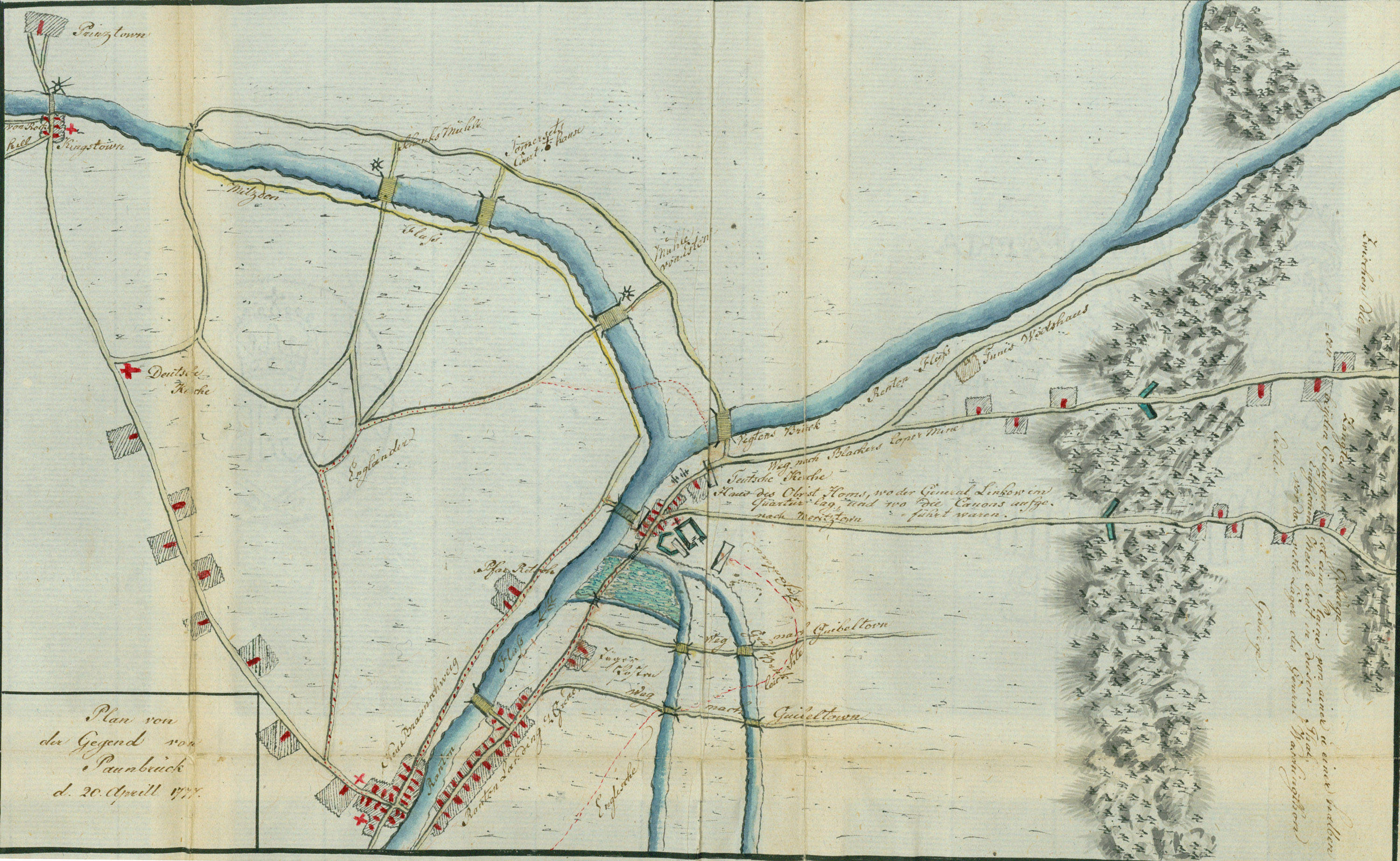
黑森中校約翰·愛華德繪畫的邦德溪戰事地圖。圖中可見英軍（紅色）由下方（東面）向中央的邦德溪營地迫近，並分為三路進攻：格蘭特沿拉利藤河北岸進攻、多諾普在南岸進攻、而康沃利斯的左翼部隊則繞到邦德溪西面（棱堡上方），與另外兩路合攏包圍。然而林肯及大量大陸軍兵仍僥倖逃到北面山地（右方）。

1777年4月12日晚，康沃利斯率領4,000人離開不倫瑞克，並把士兵分為三路。他派詹姆士·格蘭特少將指揮右翼、黑森上校卡爾·馮·多諾普指揮中央、自己則指揮左翼部隊。康沃利斯打算俘虜邦德溪所有大陸軍士兵，他和多諾普的部隊沿拉利藤河南岸前進，阻截大陸軍的南面退路，而格蘭特的右翼部隊沿拉利藤河北岸前進，封鎖通往摩利斯鎮的去路。
英軍的行動沒有被大陸軍發現，亦成功預早部署埋伏，卻在日出後的攻擊出現失誤。由於溝通誤會，黑森中校約翰·愛華德的士兵（格蘭特的前鋒）比其他部隊稍微提早進攻，並且一直追擊大陸軍的哨兵，直到被大陸軍一座棱堡截停為止。這使到大陸軍在倉猝之間多了數分鐘時間逃走。8至10分鐘後，多諾普的軍隊抵達，迅即以兵力優勢擊破棱堡，然後轟入哨站內部，並與另外兩路軍隊開始合攏。林肯少將未及更衣，便倉皇召集士兵向北逃走，並僥倖在英軍陣列合攏前脫離險境。林肯的副官、隨身物品及文件全部都被英軍俘獲。
康沃利斯進佔邦德溪後，派士兵搜掠大陸軍哨站及附近革命派的民居，然後啟程返回不倫瑞克。彌敦內爾·格連得悉邦德溪遇襲後，即率領士兵由北面的巴士京嶺趕往增援，但康沃利斯早已撤離。後來格連派出先鋒前往追擊，並與康沃利斯軍短暫交火。事後大陸軍統計殺死8名英軍，並俘虜16名士兵，而格連則率領士兵返回邦德溪。至於北美英軍總司令威廉·何奧爵士則指英軍只有7人受傷，並殺死大陸軍30多人、俘獲80至90多人。林肯則指大陸軍在邦德溪有60多人死傷及被俘。

## 後續影響
邦德溪戰役象徵英軍重啟戰端，而大陸軍則又再陷入戰略被動。當時何奧既可以再次進攻邦德溪；又可以北上哈德遜河，與加拿大方面英軍會師，切斷新英格蘭地區；更可以向西南橫過拉利藤河，再向森麻實縣府、普林斯頓一帶進攻，最終向費城推進。起初，華盛頓估計何奧會進攻邦德溪，而派格連留守當地，然而何奧卻遲遲未有行動。4月27日，格連接獲情報，指何奧要到6月1日才有下一步行動，使到華盛頓更為擔憂哈德遜河戰線。華盛頓最終決定撤除新澤西州多個前哨，以集中兵力守備英軍下一輪攻勢。他將部分新近招募的士兵轉移到哈德遜河高地，然後在5月20日離開摩利斯鎮，到邦德溪以北、華昌山脈的米德溪營地建造工事駐紮。
至於英軍方面，何奧雖然已經部署進攻費城，卻遲遲未能進攻。由於英軍在新澤西州損耗甚多，必須等待倫敦派出的援軍及補給，然而英國艦隊要在4月才能夠出發，並要到5月24日至6月7日期間才抵達新澤西州。故此這段時間，英軍和大陸軍繼續互相埋伏對方巡哨，試探對方部署。兩軍要到6月底才於新澤西州的史考區平原爆發矮山戰役。